# Marija Marović
Marija Marović (Split, 16. rujna 1983.), hrvatska športska streljačica.
Državna je rekorderka u zračnom pištolju, pojedinačno i ekipno. Rodom je iz Mravinaca.
Natjecala se na Olimpijskim igrama 2016., u disciplini zračni pištolj na 10 metara osvojila je 33. mjesto.
Na europskom prvenstvu 2013. osvojila je srebrnu medalju u zračnom pištolju na 10 metara.
Bila je članica solinskog Dalmacijacementa.